# Convenção da UNESCO para a Proteção do Patrimônio Cultural Subaquático
A Convenção da UNESCO para a Proteção do Patrimônio Cultural Subaquático, adotada pela Conferência Geral da UNESCO em 2 de novembro de 2001 (Convenção de 2001) é um tratado internacional cujo objetivo é proteger o patrimônio cultural subaquático. Ela entra em vigor para os Estados que a ratificaram três meses após a vigésima ratificação.

## O Patrimônio Cultural Subaquático
O Patrimônio Cultural é um testemunho da cultura das civilizações passadas e da história da humanidade. O patrimônio subaquático, em especial, nos informa sobre modos de vida, de trabalho, rotas comerciais e guerras. Um naufrágio, assim como uma ruína submersa é uma cápsula do tempo esperando para ser revelada.
O valor histórico e cultural do patrimônio coberto pelos oceanos é imenso. Estima-se que existam mais de três milhões de naufrágios ainda desconhecidos no fundo do oceano. Remanescentes de civilizações antigas, como as ruínas do famoso farol de Alexandria no Egito, e cidades inteiras como Porto Real na Jamaica, podem ser encontrados sob as ondas. Esses patrimônios contam também com enorme potencial a nível de conhecimento e turismo.
Enquanto o patrimônio cultural em terra se beneficiou nas últimas décadas de proteção nacional e internacional, o Patrimônio subaquático recebeu pouca proteção legal.
Devido ao aperfeiçoamento das tecnologias de mergulho, a pilhagem desse patrimônio cultural subaquático aumenta rapidamente deixando-o vulnerável a atividades predatórias de caçadores de tesouros.
Muitas nações ainda não protegem esses bens de maneira adequada e naufrágios e ruínas localizados em águas internacionais se encontram ainda mais desprotegidos.

## Histórico da Convenção de 2001
Em 1982 a Convenção das Nações Unidas sobre o Direito do Mar sublinhou a necessidade de os Estados Partes protegerem o patrimônio cultural subaquático codificando-os sob o termo “objetos arqueológicos e históricos”. Ela obriga os Estados Partes a proteger tais objetos, mas não regula ou articula especificamente tal proteção. Ela abre espaço, no entanto, para uma regulamentação internacional específica para a proteção do patrimônio cultural subaquático.
Em 1993 a UNESCO iniciou esforços para desenvolver uma nova convenção para a proteção do patrimônio cultural subaquático para preencher essa lacuna. Em 1996 o organismo se decidiu pela necessidade de um instrumento legal vinculante, iniciando em 1998 os trabalhos no projeto da convenção.
A Convenção de 2001 foi enfim adotada pela Conferência Geral da UNESCO, configurando-se uma resposta da comunidade internacional ao saque e destruição do patrimônio cultural subaquático. A Convenção oferece um alto padrão internacional de proteção a esse patrimônio, fornecendo medidas apropriadas à nível legal, administrativo e operacional adotados pelos Estados Membros de acordo com suas respectivas possibilidades. Cada Estado, se assim o desejar, pode garantir um padrão ainda mais elevado de proteção do que o previsto na Convenção.

## Principios Gerais da Convenção 2001
A Convenção de 2001 define “patrimônio cultural subaquático” como todo resquício de existência humana que tenha um caráter cultural, histórico e arqueológico, que esteja submerso parcial ou totalmente, periodica ou continuamente, por pelo menos 100 anos.
Os princípios gerais da Convenção são:
- Estados Partes da Convenção devem preservar o patrimônio cultural subaquático para o benefício da humanidade, tomando providências nesse sentido.
- O patrimônio cultural subaquático deve ser protegido de exploração comercial e especulação. Estados Partes devem tomar medidas contra tráfico ilícito de bens culturais. Este princípio não deve ser entendido em oposição à arqueologia profissional, depósito do patrimônio recuperado em projeto de pesquisa ou prevenção de atividades predatórias desde que os requerimentos da Convenção sejam observados. Objetiva-se assim que qualquer recuperação de patrimônio cultural subaquático alcance sua máxima proteção.
- A Convenção dá preferência à preservação in situ do patrimônio cultural subaquático (a atual localização no fundo do mar). Esta preferência reforça a importância do contexto histórico do objeto cultural e seu significado científico. Reconhece também que tal patrimônio se encontra bem preservado submerso devido à baixa deterioração e a inexistência de oxigênio (sob circunstâncias normais) e portanto não se encontra necessariamente em perigo. Outras atividades podem, no entanto, ser autorizadas se atenderem ao propósito de fazer uma contribuição significante para a proteção ou conhecimento do patrimônio cultural subaquático.
- Os Estados partes devem promover difusão de informação, formação e treinamento em arqueologia subaquática, transferência de tecnologia e sensibilização da população sobre a importância do patrimônio cultural subaquático e sua preservação.

É importante destacar que a Convenção de 2001 não regula a questão de titularidade ou propriedade dos destroços ou ruínas entre os Estados interessados. Ela não modifica a legislação nem os direitos de soberania dos Estados.

## Aspectos legais
A Convenção de 2001 se apresenta em duas partes:
- o texto principal, o qual apresenta os princípios e diretrizes de preservação e conservação; e
- o anexo, que contém regras práticas e sistemas de operação para intervenções submarinas.

Ela representa uma regulamentação específica para o patrimônio cultural subaquático. Ela não prejudica os direitos ou deveres dos Estados, nos termos do direito internacional, incluindo a Convenção das Nações Unidas sobre o Direito do Mar (UNCLOS). Qualquer Estado pode se tornar um membro da Convenção, independentemente do facto de ser parte da UNCLOS ou não.
A cooperação entre Estados na proteção do patrimônio subaquático é encorajada pela Convenção.
A regulemantação depende da localização do patrimônio:
- Os Estados Partes têm o direito exclusivo de regular as atividades internas nas suas águas e arquipélagos e em mar territorial correspondente.
- Dentro de sua zona contígua Estados Partes podem regulamentar e autorizar atividades dirigidas para o patrimônio cultural subaquático;
- Dentro da zona econômica exclusiva, ou da plataforma continental e dentro da área (ou seja, as águas fora da jurisdição nacional), um regime específico de cooperação internacional que engloba notificações, consultas e coordenação na implementação de medidas de defesa é estabelecido na Convenção de 2001.